# (638) Мойра
(638) Мойра (др.-греч. Μοῖραι) — астероид главного пояса, который был открыт 5 мая 1907 года американским астрономом Джоэлом Меткалфом в американском городе Таунтон (штат Массачусетс, США) и назван в честь Мойры, древнегреческих богинь судьбы.

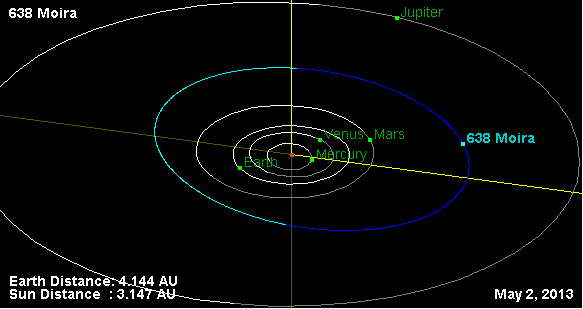
Орбита астероида Мойра и его положение в Солнечной системе